# Торгова війна
Торго́ва війна́, або торгове́льна війна́, торгівельна війна (англ. Trade war) — торгове суперництво двох або більше сторін, яке проводиться з метою захоплення закордонних ринків (наступальна торгова війна) або попередження торгової «окупації» національної економіки (оборонна торгова війна).
Вивчення причин і методів ведення торгових війн є прерогативою різних наук, в тому числі геоекономіки та світової економіки.
Торгова війна може проводитися в рамках масштабнішого протистояння — так званої економічної війни.
Основні методи ведення наступальної торговельної війни:
- Зниження експортних митних тарифів,
- Підвищення експортних квот,
- Використання демпінгових цін,
- Економічна блокада і ембарго,
- Оголошення продукції конкурентів шкідливою для споживачів або екології, у тому числі через просування міжнародних нормативних актів і стандартів, що забороняють або істотно обмежують виробництво та використання продукції конкурентів.

Основні методи оборонної торгової війни:
- Підвищення імпортних мит для запобігання демпінгу,
- Зниження імпортних квот,
- Введення нетарифних обмежень для ускладнення процедури ліцензування та митного оформлення,
- Оголошення продукції конкурентів шкідливою для споживачів або екології.